# Théorème de Grace–Walsh–Szegő
Pour les articles homonymes, voir Coïncidence (homonymie).
En mathématiques, le théorème de coïncidence de Grace–Walsh–Szegő, est un résultat d'analyse complexe nommé d'après John Hilton Grace (en), Joseph L. Walsh, et Gábor Szegő.

## Déclaration
Supposons que ƒ(z1, ..., zn) est un polynôme à coefficients complexes, et qu'il est
- symétrique, c'est-à-dire invariant par permutation des variables, et
- multi-affine, c'est-à-dire affine selon chaque variable séparément.

Soit A une région circulaire dans le plan complexe. Si A est convexe ou si le degré de ƒ est n, alors pour tout {\displaystyle \zeta _{1},\ldots ,\zeta _{n}\in A} il existe {\displaystyle \zeta \in A} tels que
{\displaystyle f(\zeta _{1},\ldots ,\zeta _{n})=f(\zeta ,\ldots ,\zeta ).\,}